# 滝川市郷土館
滝川市郷土館（たきかわしきょうどかん）は、北海道滝川市にある郷土博物館である。

## 施設

### 滝川市郷土館 本館
所在地：新町3丁目8-20
滝川市は1973年（昭和48年）、市立図書館に郷土資料室を設置して、開拓者たちの遺物の展示を始めた。しかし収集しきれない資料が多数あったことから、1975年（昭和50年）に郷土資料の保存と継承のための専門施設を企画。1976年（昭和51年）4月30日に起工し、同年9月30日に竣工した後、翌1977年（昭和52年）6月1日に開館した。
1階には、滝川の自然、開拓の歴史、市街地の発展に関する資料を展示する。
2階には、教育資料・行政資料・宗教資料のほか、滝川の基礎を築いたひとりである高畑利宜の遺記録を展示する。
また、郷土館の西側には第二展示場を設け、農業機械・手押し消防ポンプ・荷馬車など、大型の機具類を配置している。展示場の屋根には、屯田兵屋を模した煙出しが設けられている。
さらに、郷土館開設直前の1975年に最終運転を迎えた国鉄D51形蒸気機関車（D51-297号）も屋外展示されている。

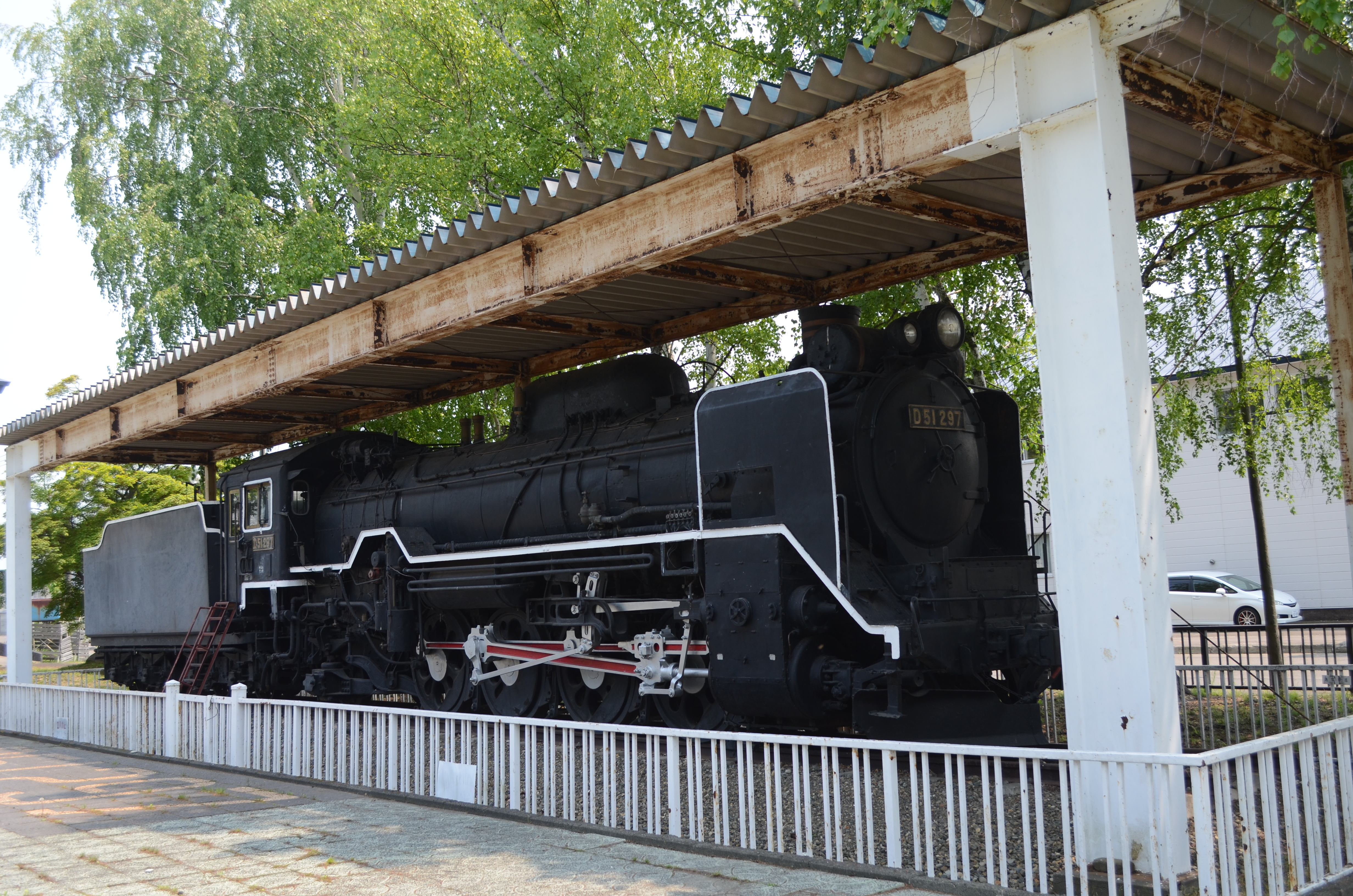
D51-297号（2025年5月）

### 郷土館分館 華月館
所在地：文京町1丁目1-19
1915年（大正4年）に三浦屋2代目の三浦庄作が建てた、花月町の「ホテル三浦華園」の奥座敷を、1980年（昭和55年）に文京町へと移築したもの。
滝川市文化財の第3号に指定されている。

### 郷土館分館 屯田兵屋
所在地：江部乙町東11丁目13-2
1894年（明治27年）に江部乙へと入植した屯田兵の家屋を、移設復元したもの。
滝川市文化財の第5号に指定されている。

## 参考資料
- 『滝川市史』 下巻、滝川市長 吉岡清栄、1981年3月31日。
- 『滝川市史』 続巻、滝川市長 吉岡清栄、1991年3月31日。